# Tomeo Confetti
Tomeo Confetti (Narni, 1550 – 8 gennaio 1630) è stato un vescovo cattolico italiano.

## Biografia
Nacque a Narni nel 1550. 
Il 10 maggio 1606 papa Paolo V lo nominò vescovo di Muro Lucano. Ricevette la consacrazione episcopale il 15 maggio seguente dalle mani del cardinale Domenico Pinelli, sottodecano del collegio cardinalizio, co-consacranti i vescovi Nicola Bianchi, vescovo di Sapë, e Ottavio Belmosto (poi cardinale), vescovo di Aleria.
Durante il suo episcopato istituì l'ospedale di San Rocco, destinato ad accogliere ed ospitare forestieri e feriti.
Morì l'8 gennaio 1630.

## Genealogia episcopale
La genealogia episcopale è:
- Cardinale Domenico Pinelli
- Vescovo Tomeo Confetti